# Clermont, Haute-Savoie
Clermont en Genevois là một xã trong tỉnh Haute-Savoie thuộc vùng Auvergne-Rhône-Alpes đông nam Pháp.